# Julia Susana Ríos
Julia Susana Ríos Laguna (La Paz, Bolivia; 22 de enero de 1970) es una abogada boliviana que actualmente ocupa el alto cargo de viceministra de Transparencia Institucional y Lucha contra la corrupción de Bolivia desde el 10 de noviembre de 2020 durante el gobierno del presidente Luis Arce Catacora. Así mismo fue también la viceministra de Política Tributaria desde el 2 de febrero de 2010 hasta el 27 de abril de 2017 durante el gobierno del presidente Evo Morales Ayma.

## Biografía
Nació en la ciudad de La Paz el 22 de enero de 1970. Ingresó a estudiar en la Facultad de Derecho y Ciencias Políticas de la Universidad Mayor de San Andrés (UMSA) graduándose años después como abogada de profesión. Realizó estudios de posgrado obteniendo un diplomado en procedimientos agrarios administrativos y una maestría en Derecho Económico.Ingresó al ámbito educativo trabajando como docente en la Universidad Iberoamericana, en la Universidad Católica Boliviana San Pablo, en la Universidad Privada Franz Tamayo, en la Universidad Americana, en la Universidad Andina Simón Bolívar y en la Escuela de Gestión Pública Plurinacional.  

### Viceministra de Política Tributaria (2010-2012 y 2013-2017)
El 2 de febrero de 2010, el entonces ministro de economía y finanzas públicas Luis Arce Catacora decidió posesionarles en el alto cargo de Viceministra de Política Tributaria en donde estuvo hasta el 27 de abril de 2017. Así mismo fue también directora ejecutiva en la Autoridad de Impugnación Tributaria, como también Gerente Nacional del Área Jurídica y de Normas Tributarias del Servicio de Impuestos Nacionales.

### Viceministra de Transparencia institucional (2020-presente)
El 10 de noviembre de 2020, el ministro de justicia Iván Lima Magne la designó en el cargo de Viceministra de transparencia intitucional y lucha contra la corrupción.
El 20 de septiembre de 2022, Susana Ríos anunció ante toda la opinión pública del país que el ministerio de Justicia y Transparencia Institucional se encontraba investigando tres contratos que el estado boliviano había firmado con la empresa China Harbour Engineering Company (CHEC) durante el gobierno de Evo Morales Ayma (2006-2019). Ante este anunció por parte del ministerio, el expresidente Evo Morales se pronunció al respecto acusando al ministro Iván Lima Magne de querer investigarlo tal cual como lo hizo Arturo Murillo en su momento. La ministra Susana Ríos declaró que la investigación de dichos contratos no es con la intención de beneficiar o perjudicar a nadie sino solamente determinar objetivamente si ha habido un posible hecho de corrupción o no con dicha empresa china.